# Igreja Matriz de Santa Cruz (Santa Cruz da Graciosa)

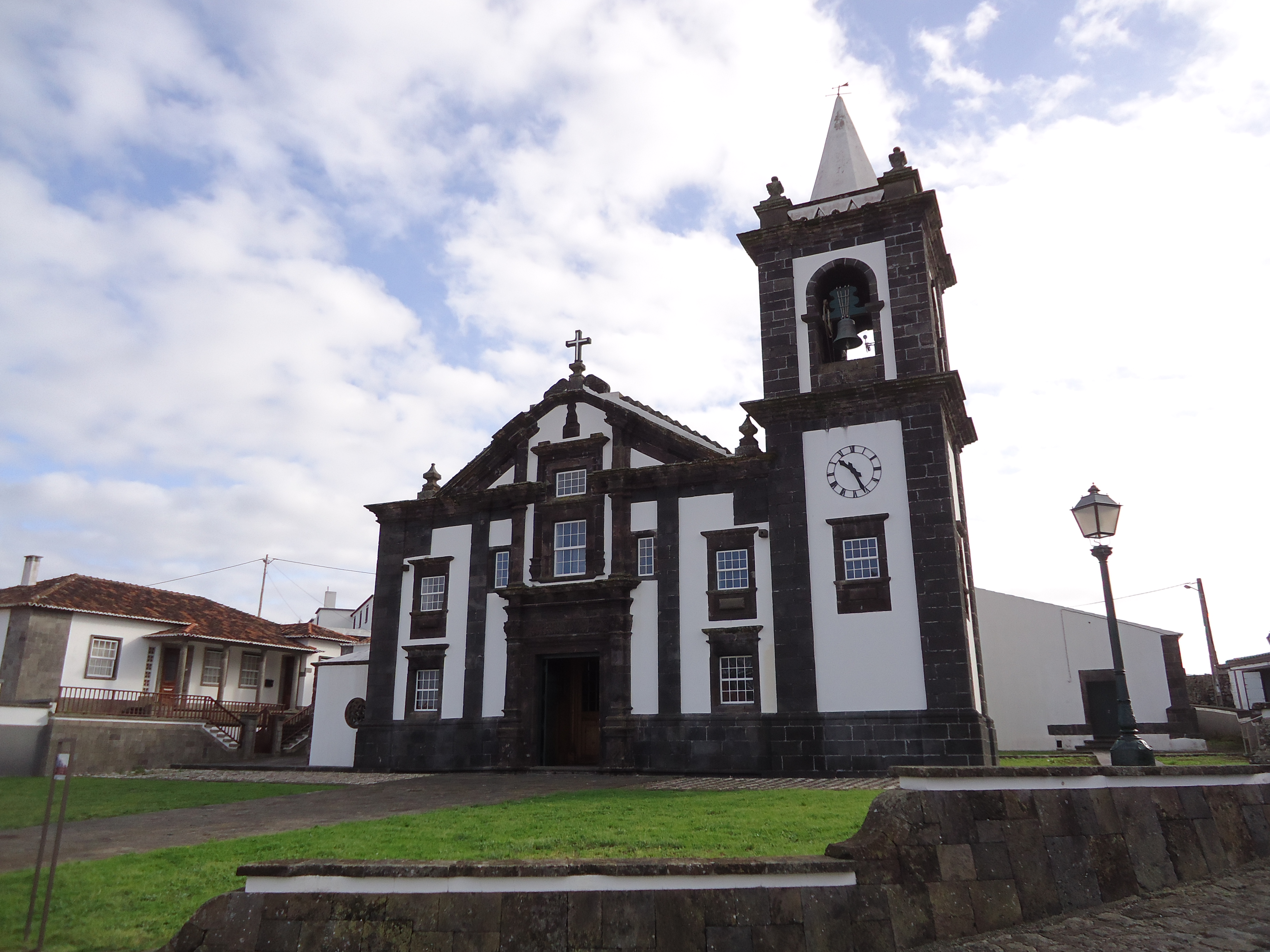
Igreja Matriz de Santa Cruz da Graciosa.

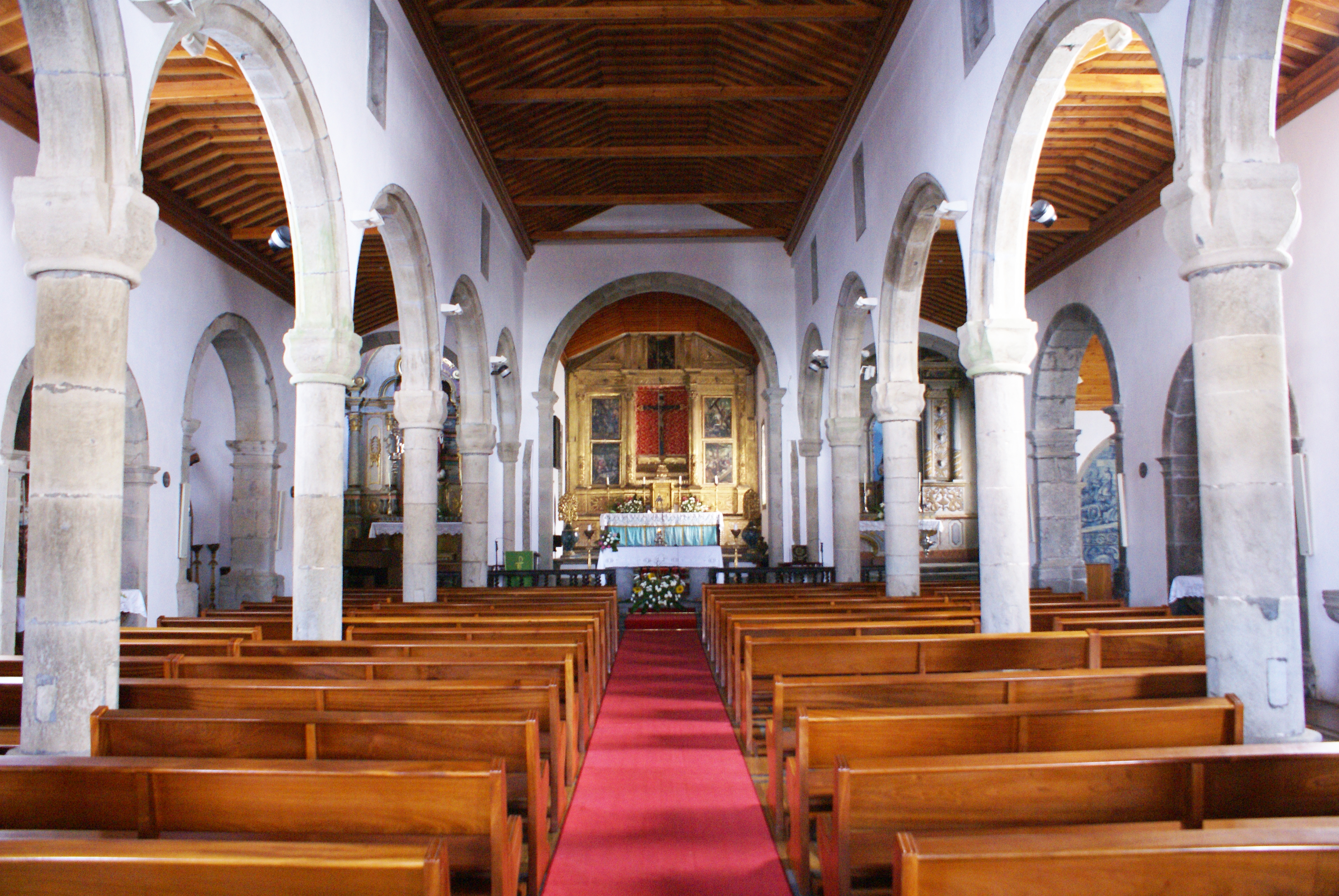
Igreja Matriz de Santa Cruz da Graciosa: nave central.

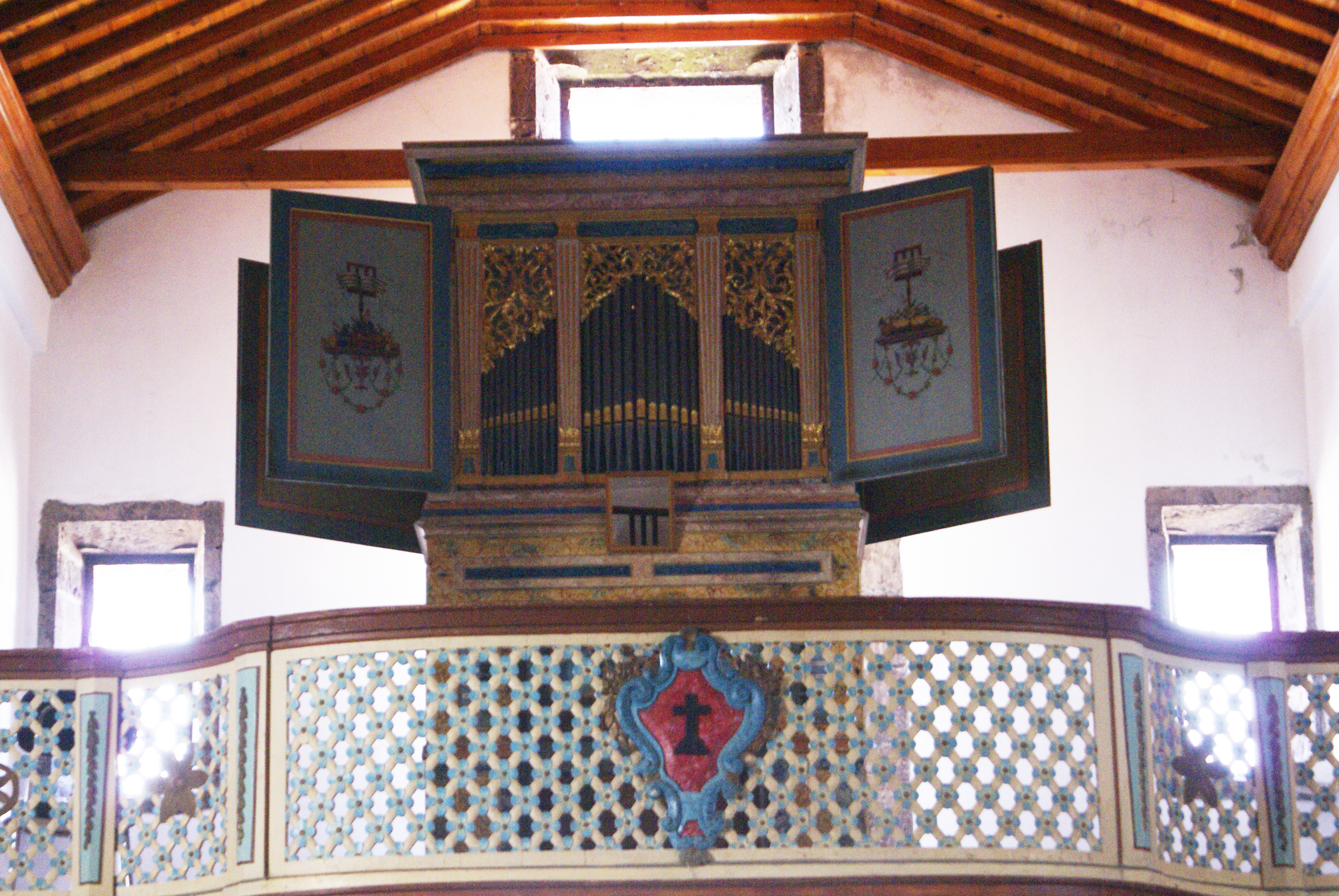
Igreja Matriz de Santa Cruz: órgão de tubos.

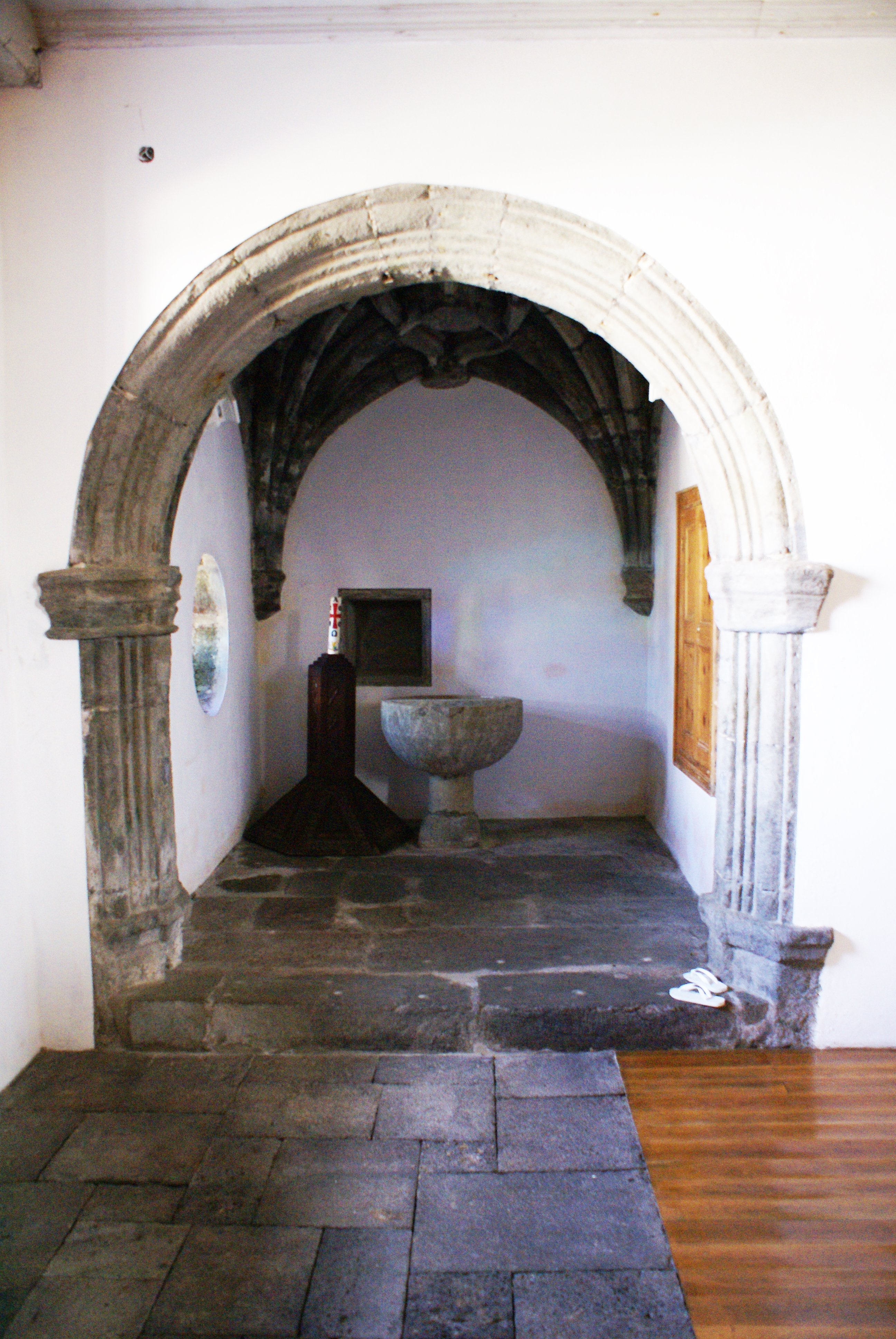
Igreja Matriz de Santa Cruz da Graciosa: batistério.

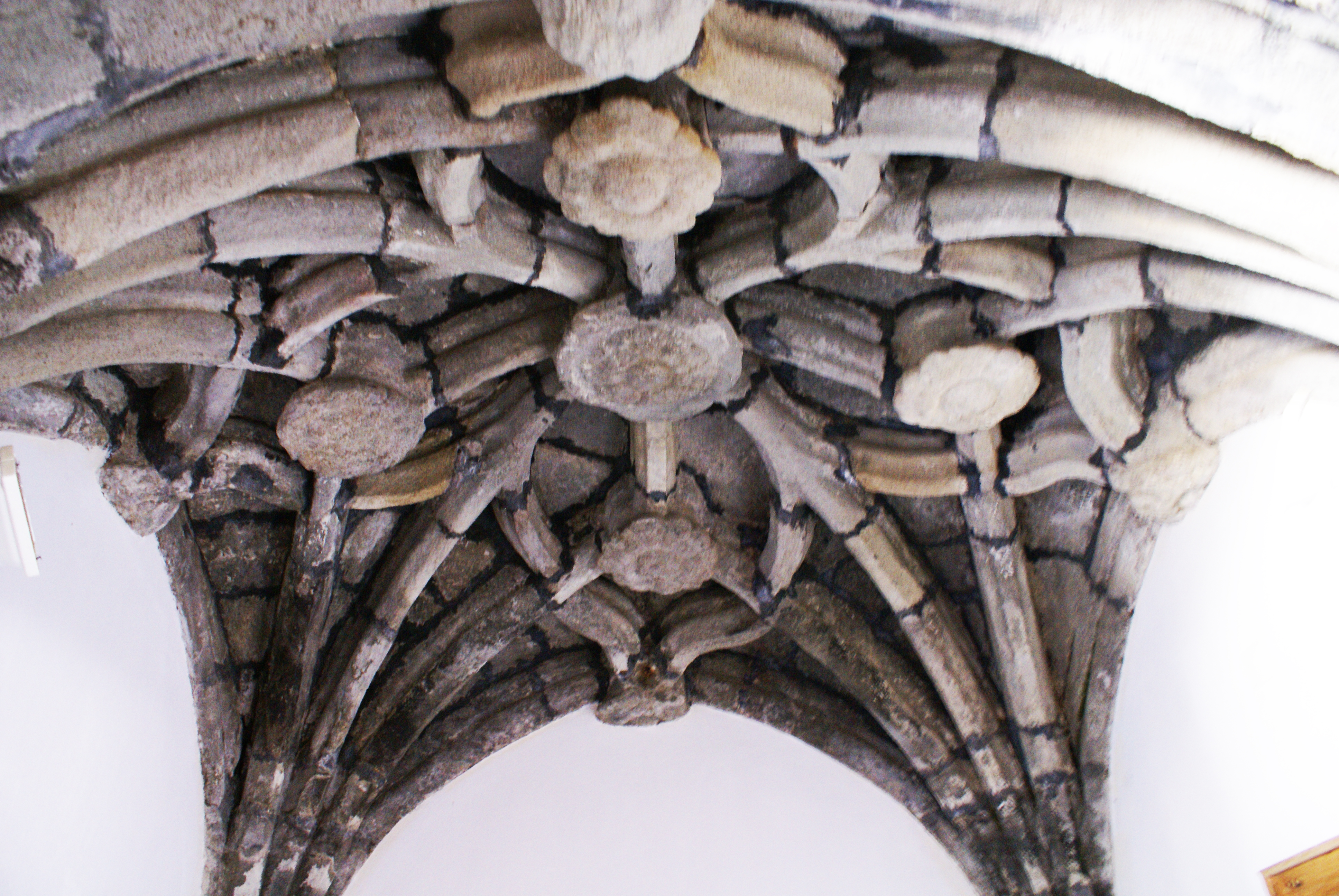
Igreja Matriz de Santa Cruz da Graciosa: abóbada nervurada no batistério.

A Igreja Matriz de Santa Cruz localiza-se no largo da Matriz, na vila, freguesia e Concelho de Santa Cruz da Graciosa, na ilha Graciosa, Região Autónoma dos Açores, em Portugal.

## História
Remonta a um primitivo templo edificado ainda no período Henriquino (século XV), sucedido por outro, no período Manuelino (início do século XVI).
Foi reconstruído uma vez mais no século XVII, tendo as suas obras sido concluídas em 1701, de acordo com inscrição epigráfica em seu frontispício, quando adquiriu a atual conformação.
Encontra-se classificada como Imóvel de Interesse Público pela Resolução n.º 58/96, de 4 de Abril. Posteriormente, com a criação da Zona Classificada de Santa Cruz da Graciosa, este templo passou a estar abrangido nesse espaço classificado.

## Características
Exemplar de arquitetura religiosa, em estilo barroco. Conserva, entretanto, detalhes do estilo manuelino em seu interior, nomeadamente na abóbada nervurada do batistério e no retábulo alusivo à Santa Cruz, existente na capela-mor.
O templo é antecedido por uma escadaria a partir de um amplo terreiro.
A fachada cria um jogo de contrastes entre as molduras e os cunhais de cantaria em basalto negro com os panos de fundo caiados a cal de cor branca. Nela centra-se um portal nobre, com uma empena ressaltada e a repousar sobre pilastras compósitas sobre alto embasamento. Sobre o portal foi aberto um grande janelão duplo que permite a entrada de luz abundante para o interior do templo e que se prolonga na empena triangular e recuada que repousa sobre uma arquitrave moldurada e reentrante no todo.
A frontaria é dividida por várias pilastras em pedra de basalto negro, que se abrem em diversas janelas de sacada com molduras de linhas direitas.
O flanco esquerdo do templo encontra-se fechado por uma torre sineira cujo cimo é coberto por um coruchéu piramidal.
O interior desta igreja é dotado por um coro que foi repartido em três naves, sendo a central a mais elevada, divididas por arcadas de volta perfeita que vão assentam sobre pilares cilíndricos capitelizados.
Nas paredes laterais deste templo foram abertas várias capelas laterais dotadas de altares e retábulos de talha dourada em estilo barroco setecentista. Estes talhas é possível observar esculturas hagiográficas em madeira, onde é de especial destaque um expressivo Cristo atado à coluna.
Dos dois lados do arco triunfal, elaborado em volta perfeita, encontram-se duas esculturas, uma de Cristo Crucificado, sendo a outra a uma imagem setecentista da Virgem Maria.
A capela-mor, é acedida por degraus e se encontra demarcada do restante corpo da igreja por uma grade de madeira com balaústres torneados.
Merecem especial destaque, pelos seus painéis de azulejos figurativos, datados do século XVIII, as capelas de Nossa Senhora da Conceição e de Sant'Ana.

## Acervo
A igreja alberga um notável acervo de obras de arte sacra, com destaque para o Políptico que integra o Retábulo do Altar-mor datado do século XVI, atribuído ao Mestre de Arruda dos Vinhos (que alguns associam a Cristóvão de Figueiredo), bem como um valioso painel de azulejos setecentista e um conjunto de telas sino-portugueses de inspiração jesuítica.
Na capela-mor encontra-se exposto um magnífico Retábulo setecentista elaborado em talha dourada e que integra as referidas pinturas sobre madeira do início da segunda metade do século XVI, tábuas estas alusivas à Cruz de Cristo. Das seis tábuas, o Calvário não se integrou no Retábulo durante muito tempo, tendo sido substituido por uma escultura de Cristo crucificado, mas após o recente restauro das pinturas e do Retábulo, o Calvário foi colocado no centro do Retábulo.